# Nostra Senyora de l'Assumpció de Maials
Nostra Senyora de l'Assumpció és una església barroca de Maials a la comarca del Segrià, protegida com a Bé Cultural d'Interès Local (BCIL).

## Introducció
L'església és a la plaça de l'Església al carrer de la Vilaclosa. Un dels punts centrals del poble, a l'entorn de la qual el poble es va desenvolupar.
És un tresor inavaluable que esdevé patrimoni cultural, aquest vestigi és l'herència d'una societat passada que ens permet connectar amb aquesta, és memòria, és l'exemple de comunitat i pertinença del patrimoni és, per tant, identitat cultural.

## Història
La construcció va començar l'any 1766 impulsada per tres grans causes principals. En primer lloc, i gairebé la més rellevant va ser l'estat en què es trobava església de Santa Maria que quedà inhabilitada per al culte i ja no complia amb els serveis i benestar de la població fidel, ja que va passar a un espai molt reduït i amb un mal estat de conservació, derivant així a no complir les condicions òptimes imposades per al bisbat per poder dur a terme els oficis religiosos.
«Al mig de la vella població, en el límit de la primitiva vila closa es conserva la part septentrional del temple romànic dedicat a Santa Maria, que fou l'església de Maials fins a la construcció de la nova església al segle xviii. Conserva la capella bastida en època gòtica, que demostra la constant modificació donada al llarg dels segles a les parròquies del Segrià.»
El següent detonant va ser l'increment de població, ja que la xifra de fidels es va triplica, una raó que va lligada de l'última, una forta onada i gust per les construccions religioses que va haver-hi en el territori de la plana de Lleida, tot lligat a l'economia d'aquells temps.
Es va construir fora de muralles, just davant del portal major en un entorn on tot era terres de cultiu, però que més endavant va ser un lloc decisiu per a l'eixample del poble. El centre social va anar desplaçant-se fora de muralles. L'arquitecte d'aquest projecte és desconegut.
El cost i recaptació de capital, per la construcció va fer-se a través d'impostos. Ja que els territoris de les garrigues, els diners era una moneda que no abundava en gran quantitat. Així doncs, es va haver de crear un nou impost, durant el període en el qual romanes la construcció de l'església, aquest impost era una autoimposició.
Durant la guerra del 1936, era freqüent que llocs com les esglésies s'utilitzessin com a casernes, com seria el cas de la Seu Vella de Lleida, o com a graner i magatzem de la població, ja que era un període fosc on la funció de culte d'aquests espais passava a un segon lloc.
Durant aquest període bèl·lic, el campanar va ser un punt estratègic per a vigilar i mantenir l'ordre del territori i fins i tot servia per poder crear un pla d'evacuació segons la situació que es visqués, és en aquest mateix temps de vigilància quan els sentinelles que vigilaven des del campanar, a què apareguessin els avions carregats d'artefactes explosius, es distreien mentre passava el temps esculpint a la barana de pedra del campanar.
Un cop va acabar la guerra un organisme oficial de reconstrucció urbanística del país va emprendre un projecte per a poder-la refer per al culte religiós, ja que l'arquitectura va patir diverses destrosses en la façana i campanar mostren les cicatrius de metralla.
L'església ha sofert diferents reformes per a la conservació.

## Descripció

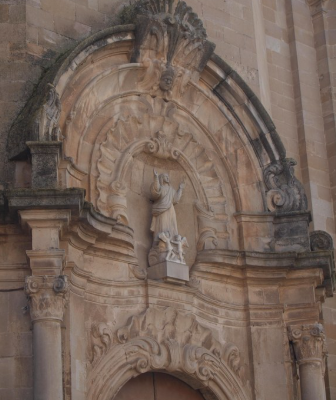
Detall de la porta principal de la façana de l'Església Nova de Maials, amb elements ornamentals que reflecteixen l'elegància i l'esplendor del barroc rural.

En la construcció d'aquest edifici religiós es va deixar prèviament per escrit els materials que calia ser utilitzats en l'obra, en aquest cas es va estipular que havia de fer-se amb pedra del país, destacant la possibilitat que es tractés de pedra del terme, una pedra arenosa que es caracteritza per les característiques dures i de fàcil treball per ser picada. Respecte a l'interior, aquest anava cobert amb un tipus de guix, les pedres que s'utilitzaven solien ser irregulars i en l'exterior estaven disposades per filades i amb una combinació cromàtica. Per a fer l'enguixada es feia primerament una capa de ges negre per preparar la superfície i poder aplicar així finalment una capa de ges blanc, que donarà el color característic blanc, fent així un espai més càlid i lluminós.
La coberta és de teula romana, mentre que l'edifici és de carreus regulars de pedra picada.
Es tracta d'una església de planta de saló l'espai està dividit en cinc crugies, amb un interior que mostra un espai obert i integrat, amb una nau central i naus laterals a banda i banda, aquestes naturalment més petites amb dues finestres més, ens mostra el creuer que queda perllongat per dos absis, aquests poligonals, tots ells coberts amb una volta de quart d'esfera. En aquestes naus són d'ordre jònic, en elles actualment trobem diferents obres escultòriques que representen totes elles escenes religioses. Destaca en una d'elles la presència d'una capella amb absis poligonal que sobresurt a l'exterior.
El presbiteri, aquest s'incorpora a la nau central amb un espai obert d'uns 38 m de llargada, amb una volta cilíndrica composta amb una parella de llunetes laterals, té una planta rectangular decorat amb tres petxines construïdes totes elles amb guix, una es troba al mig i les altres dues són més menudes i es troben als seus laterals, la major servirà com a volta per al majestuós retaule que es troba al lloc de l'altar major, la petxina central veiem que té dues parts, la que està més prop del nucli és molt més petita.
Als dos laterals d'aquest trobem dues cel·les més, una dedicada únicament a la sagristia i l'altra a la capella del santíssim. El sostre d'aquesta part de l'església és molt més baix amb uns 15 m d'alçada que el de la resta de naus i part de la nau central, ja que és un mètode per a enfocar millor la llum i que la il·luminació sigui molt més bona i major en aquest espai sagrat, per la presència de l'altar major.
Sobre la porta d'entrada veiem que sobresurt una estructura que concorda també amb l'altura del rosetó, en aquest mateix i trobem la tribuna de l'orge. Per accedir a aquest cor es feia a través de la caixa del campanaron s'obria una escala.
Fet de maó la caixa del cimbori, ens mostra una llarga tradició constructiva aragonesa. Aquest cimbori s'aixeca en el creuer, el cimbori és vuitavat que reposa sobre quatre petxines amb les representacions dels evangelistes dins de medalles, aquests evangelistes estan representats amb la seva pròpia simbologia com és el tetramorf. Sobre d'aquest cimbori s'aixeca una enorme cúpula amb vuit finestres amb un tambor vuitavat, entre les finestres veiem unes pilastres dobles que les separen i formen unes arestes que s'uneixen en un òcul cobert, també amb finestres. Permeten així que entri llum natural, i formant un ambient més càlid. Encara que es repeteixi el cimbori, amb llanternó de rajola aragonesa i altres elements característics de les esglésies d'aquest segle, aquesta església és ben singular i li escau el renom de "Catedral de les Garrigues".
La façana veiem que beu d'un estil barroc italià tot i que és més austera, aquesta s'integra amb la planta i el seu estil, deixa arrodonit tots els braços de la creu de l'arquitectura, una característica que no es veu en les esglésies dels territoris veïns. Es divideix en tres nivells, primer trobem únicament una funció arquitectònica, amb pilastres les quals sostenen un arc de mig punt decorat, que ens permet veure una petxina. Aquesta arquitectura ens ajuda que l'entaulament es pugui projectar cap a fora, creant en segon pla una peana on es disposarà la figura de l'Assumpta. Aquesta es quedarà al mig d'un medalló envoltat per una segona petxina, que destaca més en el fris. El segon nivell únicament compta amb un conjunt d'arcs adossats, pilastres i un pedestal, aquests són totalment llisos sense cap mena de decoració. Finalment, el tercer nivell trobem dues columnes a cada costat exemptes, segueixen un ordre compost, estan sobre unes peanes individuals, amb els seus corresponents parts de l'ordre, on destaquen unes volutes. També podem veure que hi ha unes mènsules, com també un suport que segurament s'hi disposaven unes estàtues desconegudes. En el timpà veiem que al centre hi ha un rostre poc usual, amb un decorat que recorda unes plomes. Aquest timpà és el que es troba sobre de l'única porta que té l'església.
Per acabar, el campanar està totalment incorporat tant en la façana com en l'interior de l'església, té una base quadrada, que marcarà la seva forma arquitectònica. En el primer cos de 20 m d'alçada, té una decoració que concorda amb la façana concretament del frontis general. El segon cos és on es troba el rellotge i les campanes, té uns 10,5 m d'alçada, com es pot veure la planta no canvia i encara és quadrada però més petita que la primera. A cada una de les cares podem veure que hi ha dues pilastres adossades, podem trobar un finestral, l'últim cos és el més petit i té uns 5 m d'alçada, segueix la mateixa decoració que les cares del primer cos i té vuit finestrals. En últim lloc, la torre es coronava i sobre de tot el penell.

## Valors Patrimonials que compleix
(II) Atestiguar un intercambio de valores humanos considerable, durante un periodo concreto o en un área cultural del mundo determinada, en los ámbitos de la arquitectura o la tecnología, las artes monumentales, la planificación urbana o la creación de paisajes.
(III) Aportar un testimonio único, o al menos excepcional, sobre una tradición cultural o una civilización viva o desaparecida.
(IV) Ser un ejemplo eminentemente representativo de un tipo de construcción o de conjunto arquitectónico o tecnológico, o de paisaje que ilustre uno o varios periodos significativos de la historia humana.
L'església nova de Maials reflecteix un intercanvi significatiu de valors humans durant la construcció, ja que exemplifica els principis de l'arquitectura barroca en el context rural del Pla de Lleida. Té una monumentalitat i estil arquitectònic que en fan un exemple destacat de com els valors religiosos i culturals de l'època van influir en les comunitats locals. El sobrenom de «Catedral de les Garrigues» demostra el seu impacte i prestigi entre els territoris veïns, actuant com un centre simbòlic i cultural de la regió. Aquesta construcció serveix com un testimoni únic de l'evolució cultural i social de Maials. En un període marcat pels conflictes bèl·lics, l'ús de l'església com a graner en destaca la multifuncionalitat i l'adaptació de les comunitats a les circumstàncies històriques adverses. Aquest ús pràctic, combinat amb el seu simbolisme religiós, aporta una narrativa excepcional de resiliència i funcionalitat, mostrant com les estructures patrimonials també reflecteixen les necessitats immediates de les poblacions que les utilitzen. L'església nova de Maials és un exemple eminent de l'arquitectura barroca en un entorn rural. Com a monument, no només representa un punt culminant arquitectònic, sinó també un model de planificació urbana, ja que es troba al centre del poble i n'ha esdevingut el punt focal. Aquest tipus de construcció demostra com l'arquitectura religiosa en zones rurals podia aspirar a nivells de grandesa comparables als d'àrees més urbanitzades, marcant un període significatiu en la història local. El seu disseny, proporcions i ubicació estratègica la converteixen en un element clau per entendre el desenvolupament arquitectònic i social de la regió.
L'església de l'Assumpció preserva encara avui dia els valors, coneixement, creences i significats que se li van atorgar des d'un principi com a església del poble. Això implica que a dia d'avui encara preserva l'autenticitat de la seva funció original, la de casa de deu i predicar la paraula d'aquest, mitjançant litúrgies. És cert que durant un període va esdevenir un graner, en aquest cas va ser revocada la funció original. Però passat aquesta etapa, va retornar com a lloc de culte impulsada per als desitjos dels fidels.

## Estat de Conservació
L'estat de conservació de l'Església Nova de Maials és excel·lent gràcies a un seguit d'intervencions que s'han dut a terme al llarg del temps, assegurant la preservació de la seva integritat i el seu valor patrimonial. Des de la construcció, passant pels moments complicats de la postguerra, s'ha posat un èmfasi constant en el manteniment d'aquest monument emblemàtic. En els darrers anys (2017), hi ha hagut obres per a preservar el campanar i la cúpula. Malgrat aquestes millores, avui dia, per motius de seguretat, no és recomanable accedir al campanar.
Una altra actuació destacada per a la preservació i la recuperació de la semblança al model original ha estat el reenguixat en blanc de l'interior de l'església. Durant molts anys, aquest aspecte havia estat descuidat a causa del deteriorament pel pas del temps i les conseqüències del conflicte bèl·lic que va afectar profundament el territori. Aquest projecte va permetre retornar l'esplendorós color blanc al seu interior, conferint-li un ambient renovat que s'alinea amb el caràcter original de l'edifici. Aquesta actuació no només millora l'aspecte visual de l'interior, sinó que també en reforça la autenticitat com a patrimoni històric.
Pel que fa a la conservació dels materials, l'estructura i els elements constitutius del bé, s'ha mantingut una fidelitat absoluta a l'original i se'n va preservar l'essència històrica i arquitectònica.
L'església és un testimoni clar de la història de Maials i de la seva població. Ens parla del creixement del poble, del fervor religiós que marcava la vida quotidiana de les generacions passades i de les cicatrius que va deixar la guerra en el país. A més, aquest edifici emblemàtic ha estat un punt de referència cultural per a moltes generacions, representant valors, creences i tradicions que han passat de pares a fills. La connexió amb la comunitat i la societat que l'envolta continua sent evident.